# منطقة أ (الضفة الغربية)

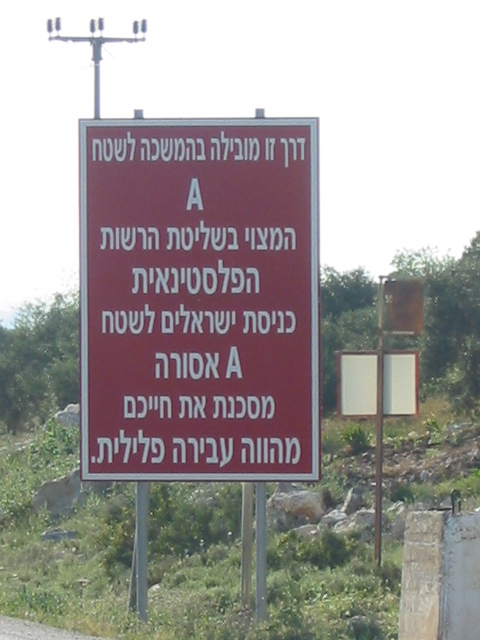
لافتة تحذر الإسرائيليين من دخول منطقة أ

منطقة أ ( العبرية: שטח א، رومنة: Shetakh A) هي منطقة خاضعة للسيطرة المدنية والأمنية للسلطة الوطنية الفلسطينية. وتمثل حوالي 18% من مساحة الضفة الغربية و55% من سكانها. 
وتشمل أكبر المدن في منطقة (أ) المدن التالية ومحيطها: نابلس، جنين، طولكرم، قلقيلية، رام الله، بيت لحم، أريحا، و80% من الخليل. لا توجد مستوطنات إسرائيلية في المنطقة (أ). 

## التاريخ
خلال المرحلة الأولى من تنفيذ اتفاقيات أوسلو في عام 1995، شكلت المنطقة أ 3% من الضفة الغربية باستثناء القدس الشرقية.
في عام 1997، قسم اتفاق الخليل مدينة الخليل إلى منطقتين: المنطقة H1، التي تمثل حوالي 80٪ من المدينة، ووضعت تحت السيطرة المدنية والأمنية الفلسطينية (ما يعادل المنطقة أ)، بينما وضعت المنطقة H2، التي تمثل الـ 20٪ المتبقية، تحت السيطرة المدنية الفلسطينية والأمنية الإسرائيلية (ما يعادل المنطقة بي). تقع المنطقة H2 في الجزء المركزي من المدينة وتشمل المركز التاريخي، ويقطنها حوالي 40,000 فلسطيني (19٪ من سكان الخليل) و850 مستوطنًا يهوديًا. يعيش 8,000 يهودي آخرون في كريات أربع على مشارف الخليل.
منذ بداية الانتفاضة الثانية في أكتوبر 2000، تم حظر دخول المواطنين الإسرائيليين إلى المنطقة أ تمامًا، بأمر من القيادة العامة للجيش الإسرائيلي. ومع ذلك، اعترف الجيش الإسرائيلي أنه في الواقع، لم يضمن سوى امتثال اليهود الإسرائيليين للحظر، وأن العرب الإسرائيليين يمكنهم دخول المنطقة أ.
خلال عملية الدرع الواقي في عام 2002، رفع الجيش الإسرائيلي الحظر على دخول الجيش وأعاد احتلال المنطقة مؤقتًا من أجل قمع الانتفاضة الثانية. بعد انتهاء الانتفاضة الثانية في عام 2005، أعادت إسرائيل قطاعات المنطقة أ التي كانت تسيطر عليها إلى السلطة الفلسطينية. انسحب الجيش الإسرائيلي أولاً من أريحا، ثم من طولكرم وجنين بعد ذلك بوقت قصير.
منذ ذلك الحين، دخل الجيش الإسرائيلي المنطقة بانتظام، عادةً في الليل، لإجراء مداهمات لاعتقال المشتبه في تورطهم في الهجمات. وعادةً ما يتم تنسيق هذه المداهمات مع قوات الأمن الوطني الفلسطيني. في السنوات الأخيرة، كانت هناك مناقشات حول تعميق التعاون الأمني بين الجيش الإسرائيلي والسلطة الفلسطينية على الرغم من عدم إحراز تقدم دبلوماسي.
اعتبارًا من عام 2025، لا يزال دخول الإسرائيليين إلى المنطقة أ محظورًا تمامًا من قبل الجيش الإسرائيلي.